# Широкорот
Широкорот (Eurystomus) — рід сиворакшоподібних птахів родини сиворакшових (Coraciidae). Включає 4 види.

## Поширення
Рід поширений в Африці, тропічній Азії та Австралії.

## Опис
Тіло завдовжки 27-35 см; вага самців 82-214 г, самиць — 84-205 г. У широкоротів строкате забарвлене оперення, яке у самців трохи яскравіше, ніж у самок. Голова велика, крила довгі. Довгий і сильний дзьоб вигнутий вниз.

## Спосіб життя
Трапляються у лісах, саванах, на плантаціях. Активні хижаки. Полюють на літаючих комах.

## Види
| Зображення | Українська назва         | Наукова назва         | Поширення                        |
| ---------- | ------------------------ | --------------------- | -------------------------------- |
|            | Широкорот блакитногорлий | Eurystomus gularis    | Західна та Центральна фрика      |
|            | Широкорот африканський   | Eurystomus glaucurus  | тропічна Африка, Мадагаскар      |
|            | Широкорот східний        | Eurystomus orientalis | від Австралії до Індії та Японії |
|            | Широкорот молуцький      | Eurystomus azureus    | Молуцькі острови                 |